# Астигматизам
Астигматизам је оптичка мана при којој сочиво (или огледало) има различите жижне даљине за зраке који се простиру у равнима које су нормалне једна у односу на другу. 
Ако светлост тачкастог извора улази у сочиво под одређеним углом у односу на оптичку осу, жижна даљина зрака који леже у тангенцијалној равни (раван која садржи и оптичку осу и тачкасти објекат чију слику посматрамо) разликоваће се од жижне даљине зрака који су нормални на тангенцијалну раван (тзв. трансверзални зраци). То значи ако покушавамо да посматрамо крст, вертикална и хоризонтална линија крста ће изгледати оштро (у фокусу) на различитим жижним даљинама (на различитим удаљеностима од сочива).
Други разлог појављивања астигматизма је сочиво (огледало) које није потпуно симетрично у односу на оптичку осу. У овом случају астигматизам се јавља и код зрака који леже на самој оптичкој оси.
Од астигматизма пати и људско око (као врста оптичког инструмента) и ког којег битнији може бити други наведени разлог астигматизма у случају неправилности у облику рожњаче. 
Оптички систем конструисан да потпуно отклони астигматизам ће имати проблем закривљености поља (оштро фокусирана слика ће се уместо на равној формирати на закривљеној површини).